# Providence Stadium
Providence Stadium – stadion w Gujanie, w 2007 r. zastąpił Bourda jako stadion narodowy. Mieści się w miejscowości Providence. Stadion został zbudowany specjalnie do goszczenia meczów Super Eight Mistrzostw Świata w Krykiecie 2007, które odbyły się w marcu i kwietniu 2007 roku. Stadion gościł sześć meczów Mistrzostw Świata od 28 marca 2007 do 9 kwietnia 2007 zwłaszcza mecz między Sri Lanką a Republiką Południowej Afryki, w którym lankijski krykiecista Lasith Malinga stał się pierwszym krykiecistą w międzynarodowej historii krykieta, który zdobył cztery bramy w czterech kolejnych piłkach. Zbudowany głównie dla meczów krykieta, stadion może być przekształcony w obiekt wielofunkcyjny.
Stadion gości również spotkania rugby union, był między innymi gospodarzem turnieju rugby 7 na Igrzyskach Ameryki Środkowej i Karaibów 2010 oraz NACRA Sevens 2010.

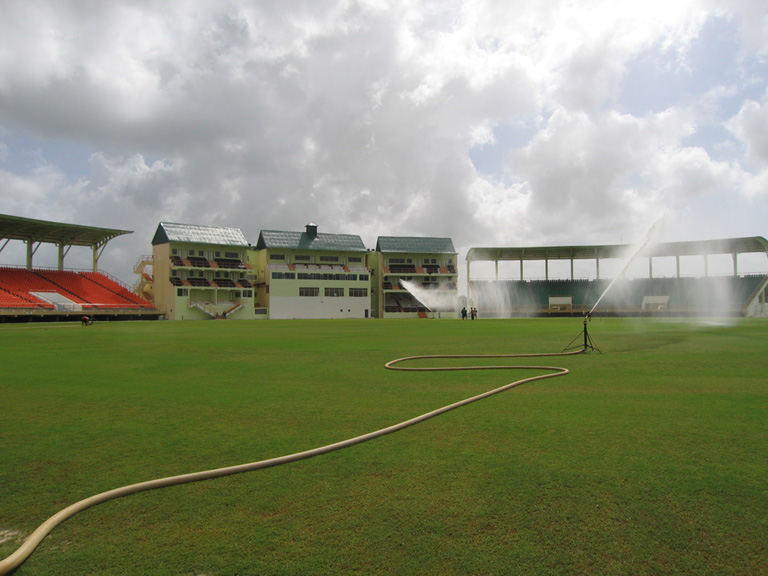
Widok na trybuny z poziomu murawy
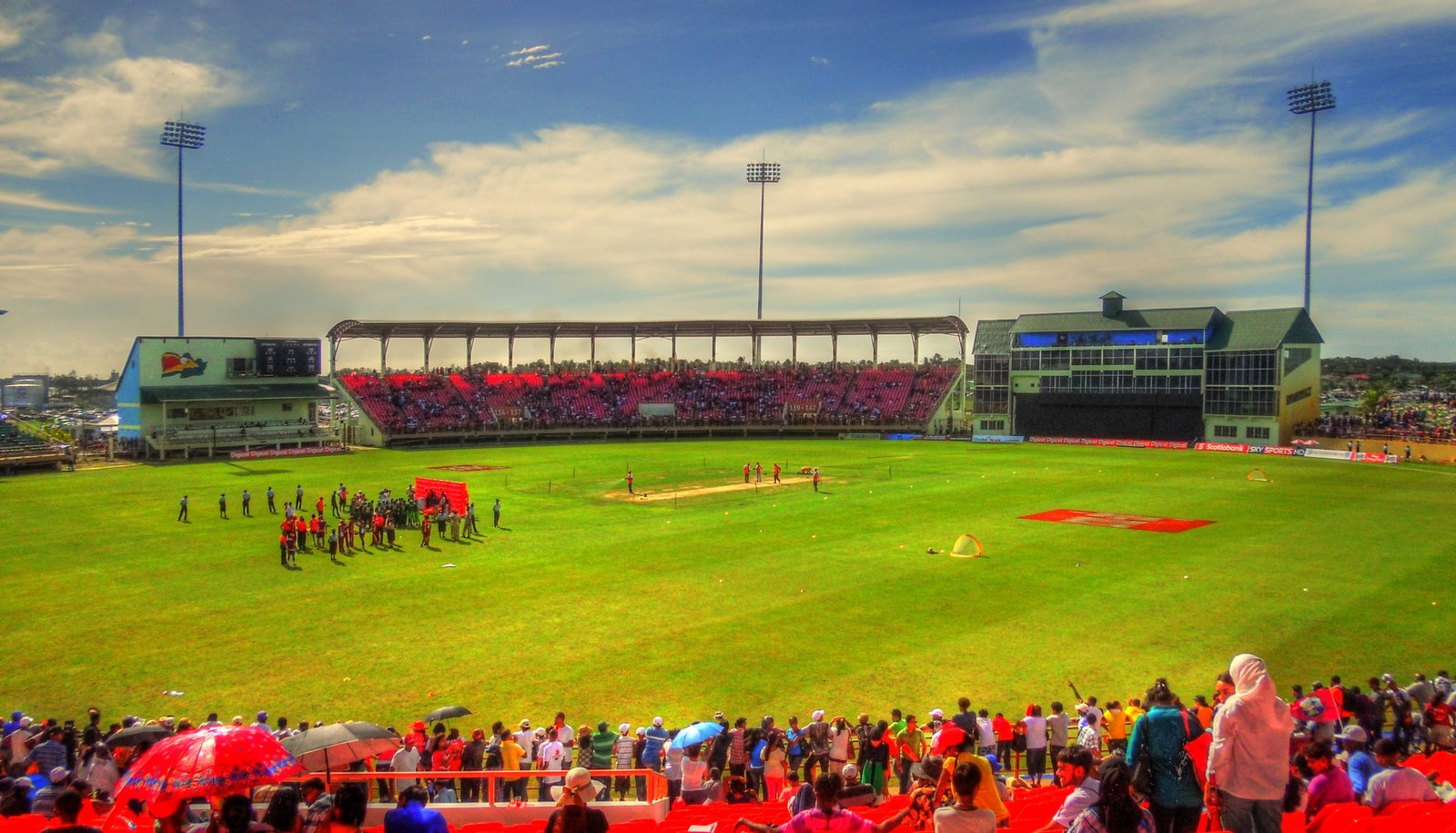
Stadion w czasie meczu jednodniowego krykieta w maju 2014 r.